# Albio Sires
Albio Sires (ur. 26 stycznia 1951 na Kubie) – amerykański polityk, członek Partii Demokratycznej. W latach 2006–2023 roku był przedstawicielem trzynastego okręgu wyborczego w stanie New Jersey w Izbie Reprezentantów Stanów Zjednoczonych.